# Messa da Requiem (Verdi)
Messa da Requiem – msza żałobna na chór, solistów i orkiestrę autorstwa Giuseppe Verdiego z 1874 roku, dedykowana pisarzowi Alessandro Manzoniemu.
W dziele autor wyraził bunt i niepokój człowieka w obliczu śmierci i wszechmocy Stwórcy.

## Historia
Msza ukończona została w 1874 z okazji pierwszej rocznicy śmierci Manzoniego. Premiera mszy miała miejsce w mediolańskim kościele świętego Marka 22 maja 1874 roku. Jedna z części – Libera me – została skomponowana znacznie wcześniej z myślą o Requiem komponowanym wraz z innymi muzykami epoki dla uczczenia Gioacchino Rossiniego. Projekt ten został jednak zawieszony. Koncert premierowy opłaciły władze Mediolanu. Jako soliści wystąpili: Teresa Stolz, Maria Waldmann, Giuseppe Capponi i Ormondo Maini. Orkiestrą i 120-osobowym chórem dyrygował autor.

## Budowa
Dzieło składa się z następujących części:
- Requiem et Kyrie (soliści, chór)

Dies irae (chór)
Tuba Mirum (bas i chór)
Mors stupebit (bas i chór)
Liber Scriptus, (mezzosopran, chór)
Quid sum miser (sopran, mezzosopran, tenore)
Rex tremendae (soliści, chór)
Recordare (sopran, mezzosopran)
Ingemisco (tenor)
Confutatis (bas, chór)
Lacrymosa (soliści, chór)
- Offertorium (soliści)
- Sanctus (chóry)
- Agnus Dei (sopran, mezzosopran, chór)
- Lux Aeterna (mezzosopran, tenor, basso)
- Libera Me (sopran, chór)